# Xiamen Diamond League 2023
Die Xiamen Diamond League 2023 war eine Leichtathletik-Veranstaltung, die am 2. September im Egret Stadium im chinesischen Xiamen stattfand und Teil der Diamond League war. Es war dies das erste Meeting der Diamond League in China nach Ausbruch der Covid-19-Pandemie 2020.

## Ergebnisse

### Männer

#### 100 m
| Platz | Athlet            | Land | Zeit (s)     |
| ----- | ----------------- | ---- | ------------ |
| 1     | Christian Coleman | USA  | 09,83 =WL MR |
| 2     | Kishane Thompson  | JAM  | 09,85 PB     |
| 3     | Fred Kerley       | USA  | 09,96        |
| 4     | Brandon Carnes    | USA  | 10,01 PB     |
| 5     | Marvin Bracy      | USA  | 10,02        |
| 6     | Yohan Blake       | JAM  | 10,04        |
| 7     | Marcell Jacobs    | ITA  | 10,05 =SB    |
| 8     | Xie Zhenye        | CHN  | 10,12        |
| 9     | Rohan Watson      | JAM  | 10,18        |
| 10    | Ackeem Blake      | JAM  | 25,13        |

Wind: +0,4 m/s

#### 400 m
| Platz | Athlet               | Land | Zeit (s)    |
| ----- | -------------------- | ---- | ----------- |
| 1     | Kirani James         | GRN  | 44,38 MR SB |
| 2     | Quincy Hall          | USA  | 44,38       |
| 3     | Rusheen McDonald     | JAM  | 44,82       |
| 4     | Vernon Norwood       | USA  | 44,99       |
| 5     | Gilles Biron         | FRA  | 45,10       |
| 6     | Attila Molnár        | HUN  | 45,19       |
| 7     | Yuki Joseph Nakajima | JPN  | 45,19       |
| 8     | Zandrion Barnes      | JAM  | 45,29       |
| 9     | Alex Haydock-Wilson  | GBR  | 45,34       |

#### 800 m
| Platz | Athlet                    | Land | Zeit (min)       |
| ----- | ------------------------- | ---- | ---------------- |
| 1     | Emmanuel Wanyonyi         | KEN  | 1:43,20 WL MR PB |
| 2     | Marco Arop                | CAN  | 1:43,24 PB       |
| 3     | Benjamin Robert           | FRA  | 1:43,88          |
| 4     | Wyclife Kinyamal          | KEN  | 1:44,04          |
| 5     | Daniel Rowden             | GBR  | 1:44,27          |
| 6     | Yanis Meziane             | FRA  | 1:44,28 PB       |
| 7     | Saúl Ordóñez              | ESP  | 1:44,54 SB       |
| 8     | Gabriel Tual              | FRA  | 1:44,65          |
| 9     | Ben Pattison              | GBR  | 1:44,87          |
| 10    | Andreas Kramer            | SWE  | 1:44,97          |
| 11    | Isaiah Harris             | USA  | 1:45,10          |
| 12    | Simone Barontini          | ITA  | 1:45,42          |
|       | Erik Sowinski (Pacemaker) | USA  | DNF              |

#### 110 m Hürden
| Platz | Athletin           | Land | Zeit (s)    |
| ----- | ------------------ | ---- | ----------- |
| 1     | Hansle Parchment   | JAM  | 12,96 MR SB |
| 2     | Daniel Roberts     | USA  | 13,03       |
| 3     | Grant Holloway     | USA  | 13,12       |
| 4     | Wilhem Belocian    | FRA  | 13,17       |
| 5     | Rachid Muratake    | JPN  | 13,19       |
| 6     | Freddie Crittenden | USA  | 13,26       |
| 7     | Cordell Tinch      | USA  | 13,38       |
| 8     | Rafael Pereira     | BRA  | 13,42       |
| 9     | Joshua Zeller      | GBR  | 13,45       |
| 10    | Xu Zhuoyi          | CHN  | 13,56       |

Wind: 0,0 m/s

#### 3000 m Hindernis
| Platz                           | Athlet                         | Land | Zeit (min) |
| ------------------------------- | ------------------------------ | ---- | ---------- |
| 1                               | Soufiane el-Bakkali            | MAR  | 8:10,31 MR |
| 2                               | Samuel Firewu                  | ETH  | 8:11,29    |
| 3                               | Amos Serem                     | KEN  | 8:14,41 SB |
| 4                               | Abraham Kibiwot                | KEN  | 8:15,87    |
| 5                               | Avinash Sable                  | IND  | 8:16,27    |
| 6                               | Daniel Arce                    | ESP  | 8:17,68    |
| 7                               | Ryūji Miura                    | JPN  | 8:18,32    |
| 8                               | Benjamin Kigen                 | KEN  | 8:20,15    |
| 9                               | Mohamed Tindouft               | MAR  | 8:21,16    |
| 10                              | Hailemariyam Amare             | ETH  | 8:22,68 SB |
| 11                              | Mohammed Msaad                 | MAR  | 8:22,77    |
| 12                              | William Battershill            | GBR  | 8:23,00    |
| 13                              | Karl Bebendorf                 | GER  | 8:24,08    |
| 14                              | Vidar Johansson                | SWE  | 8:25,13    |
| 15                              | Zak Seddon                     | GBR  | 8:26,48    |
| 16                              | Isaac Updike                   | USA  | 8:27,37    |
| 17                              | Andrew Bayer                   | USA  | 8:33,38    |
| 18                              | Djilali Bedrani                | FRA  | 8:39,70    |
|                                 | El Mehdi Aboujanah (Pacemaker) | ESP  | DNF        |
| Abderrafia Bouassel (Pacemaker) | MAR                            | DNF  |            |

#### Dreisprung
| Platz | Athlet               | Land | Weite (m) |
| ----- | -------------------- | ---- | --------- |
| 1     | Andy Díaz            | ITA  | 17,43 MR  |
| 2     | Hugues Fabrice Zango | BFA  | 17,22     |
| 3     | Donald Scott         | USA  | 16,65     |
| 4     | Yasser Triki         | ALG  | 16,48     |
| 5     | Praveen Chithravel   | IND  | 16,42     |
| 6     | Abdulla Aboobacker   | IND  | 16,25     |
| 7     | Chris Benard         | USA  | 16,17     |
| 8     | Wu Ruiting           | CHN  | 16,09     |
| 9     | Christian Taylor     | USA  | 15,87     |

### Frauen

#### 400 m
| Platz | Athletin           | Land | Zeit (s)  |
| ----- | ------------------ | ---- | --------- |
| 1     | Marileidy Paulino  | DOM  | 49,36 MR  |
| 2     | Candice McLeod     | JAM  | 50,19 =SB |
| 3     | Lynna Irby-Jackson | USA  | 50,45     |
| 4     | Sada Williams      | BAR  | 50,95     |
| 5     | Victoria Ohuruogu  | GBR  | 51,24     |
| 6     | Talitha Diggs      | USA  | 51,27     |
| 7     | Martina Weil       | CHI  | 51,30     |
| 8     | Ama Pipi           | GBR  | 51,51     |
| 9     | Makenzie Dunmore   | USA  | 53,85     |

#### 1500 m
| Platz                            | Athletin                        | Land | Zeit (min)    |
| -------------------------------- | ------------------------------- | ---- | ------------- |
| 1                                | Freweyni Hailu                  | ETH  | 3:56,56 MR SB |
| 2                                | Nelly Chepchirchir              | KEN  | 3:56,72 PB    |
| 3                                | Linden Hall                     | AUS  | 3:57,92       |
| 4                                | Melissa Courtney-Bryant         | GBR  | 3:58,22       |
| 5                                | Worknesh Mesele                 | ETH  | 4:00,84       |
| 6                                | Saron Berhe                     | ETH  | 4:00,86 PB    |
| 7                                | Sarah Healy                     | IRL  | 4:01,48       |
| 8                                | Danielle Jones                  | USA  | 4:01,66 SB    |
| 9                                | Tigist Girma                    | ETH  | 4:03,27       |
| 10                               | Helen Schlachtenhaufen          | USA  | 4:03,69       |
| 11                               | Purity Chepkirui                | KEN  | 4:05,15       |
| 12                               | Josette Andrews                 | USA  | 4:05,52       |
| 13                               | Claudia Bobocea                 | ROU  | 4:06,07       |
| 14                               | Emily Mackay                    | USA  | 4:06,45       |
| 15                               | Gaia Sabbatini                  | ITA  | 4:07,94       |
| 16                               | Wang Chunyu                     | CHN  | 4:12,86 SB    |
|                                  | Charlotte Mouchet (Pacemakerin) | FRA  | DNF           |
| Kristie Schoffield (Pacemakerin) | USA                             | DNF  |               |

#### 3000 m
| Platz | Athletin                    | Land | Zeit (min)       |
| ----- | --------------------------- | ---- | ---------------- |
| 1     | Beatrice Chebet             | KEN  | 8:24,05 WL MR PB |
| 2     | Laura Galván                | MEX  | 8:28,05 NR       |
| 3     | Margaret Akidor             | KEN  | 8:29,88 PB       |
| 4     | Aynadis Mebratu             | ETH  | 8:30,99 PB       |
| 5     | Caroline Nyaga              | KEN  | 8:31,98 PB       |
| 6     | Mekedes Alemeshete          | ETH  | 8:36,71          |
| 7     | Melknat Wudu                | ETH  | 8:36,81 PB       |
| 8     | Selah Busienei              | KEN  | 8:36,91 PB       |
| 9     | Francine Niyomukunzi        | BDI  | 8:44,18 PB       |
| 10    | Yenawa Kefale (Pacemakerin) | ETH  | 8:44,47 PB       |
| 11    | Asayech Ayichew             | ETH  | 8:46,98          |
| 12    | Eloise Walker               | GBR  | 8:48,15 PB       |
| 13    | Abby Nichols                | USA  | 8:52,75          |
| 14    | Tsiyon Abebe                | ETH  | 8:53,63          |
| 15    | Lemlem Nibret               | ETH  | 8:56,60          |
|       | Tegab Berhe (Pacemakerin)   | ETH  | DNF              |

#### 400 m Hürden
| Platz | Athletin            | Land | Zeit (s) |
| ----- | ------------------- | ---- | -------- |
| 1     | Rushell Clayton     | JAM  | 53,56 MR |
| 2     | Andrenette Knight   | JAM  | 53,87    |
| 3     | Janieve Russell     | JAM  | 54,01    |
| 4     | Ayomide Folorunso   | ITA  | 54,08    |
| 5     | Anna Ryschykowa     | UKR  | 54,35 SB |
| 6     | Anna Cockrell       | USA  | 54,56    |
| 7     | Wiktorija Tkatschuk | UKR  | 55,25    |
| 8     | Viivi Lehikoinen    | FIN  | 55,44    |
| 9     | Gianna Woodruff     | PAN  | 55,45    |

#### Hochsprung
| Platz | Athletin               | Land | Höhe (m)    |
| ----- | ---------------------- | ---- | ----------- |
| 1     | Jaroslawa Mahutschich  | UKR  | 2,02 =WL MR |
| 2     | Lia Apostolovski       | SVN  | 1,92        |
| 3     | Eleanor Patterson      | AUS  | 1,92        |
| 4     | Elisabeth Pihela       | EST  | 1,89        |
| 5     | Julija Tschumatschenko | UKR  | 1,86        |
| 6     | Nawal Meniker          | FRA  | 1,86        |
| 7     | Heta Tuuri             | FIN  | 1,82        |
| 8     | Erin Shaw              | AUS  | 1,78        |

#### Weitsprung
| Platz | Athletin          | Land | Weite (m) |
| ----- | ----------------- | ---- | --------- |
| 1     | Ivana Vuleta      | SRB  | 6,88 MR   |
| 2     | Marthe Koala      | BFA  | 6,79      |
| 3     | Ese Brume         | NGR  | 6,71      |
| 4     | Agate de Sousa    | STP  | 6,54      |
| 5     | Brooke Buschkuehl | AUS  | 6,52      |
| 6     | Maryse Luzolo     | GER  | 6,51      |
| 7     | Milica Gardašević | SRB  | 6,46      |
| 8     | Quanesha Burks    | USA  | 6,45      |
| 9     | Xiong Shiqi       | CHN  | 6,43      |
| 10    | Sumire Hata       | JPN  | 6,20      |

#### Diskuswurf
| Platz | Athletin             | Land | Weite (m) |
| ----- | -------------------- | ---- | --------- |
| 1     | Feng Bin             | CHN  | 67,41 MR  |
| 2     | Sandra Perković      | CRO  | 67,32 SB  |
| 3     | Laulauga Tausaga     | USA  | 64,31     |
| 4     | Izabela da Silva     | BRA  | 62,40     |
| 5     | Liliana Cá           | POR  | 62,21     |
| 6     | Claudine Vita        | GER  | 61,76     |
| 7     | Jiang Zhichao        | CHN  | 60,79 PB  |
| 8     | Mélina Robert-Michon | FRA  | 60,08     |
| 9     | Wang Fang            | CHN  | 59,77 PB  |
|       | Daisy Osakue         | ITA  | NM        |